# Dākhrajīn
Dākhrajīn (persiska: دَخَرجين, داخرجين, Dakharjīn) är en ort i Iran.   Den ligger i provinsen Qazvin, i den nordvästra delen av landet, 200 km väster om huvudstaden Teheran. Dākhrajīn ligger 1 595 meter över havet och antalet invånare är 562.
Terrängen runt Dākhrajīn är huvudsakligen kuperad, men österut är den platt. Dākhrajīn ligger nere i en dal. Runt Dākhrajīn är det ganska tätbefolkat, med 108 invånare per kvadratkilometer. Närmaste större samhälle är Ābgarm, 5,6 km öster om Dākhrajīn. Trakten runt Dākhrajīn består i huvudsak av gräsmarker.